# New Palestine
New Palestine – miasto w Stanach Zjednoczonych, w stanie Indiana, w hrabstwie Gibson.